# Terminal petrolera de Hertfordshire
La Terminal petrolera de Hertfordshire (también llamada Depósito petrolero de Buncefield) es un depósito petrolero localizado cerca de Hemel Hempstead, unos 22 kilómetros al norte de Londres en el Reino Unido.
La terminal fue comisionada en los años 1960 cuando una tubería fue construida para unir dos refinerías de la Shell: una de ellas llamada "Stanlow" y localizada en el Noroeste de Inglaterra en Ellesmere Port, y otra denominada "Shell Haven", sobre el estuario del Támesis en Stanford-le-Hope.
El oleoducto permite transportar derivados del petróleo como gasolinas y diésel, en forma económica y eficiente alrededor del país. Junto con la instalación de la terminal de Buncefield, otros depósitos similares en forma fueron construidos en distintos puntos del país. Estos depósitos siempre eran compartidos por las compañías petroleras que se beneficiaban por los menores costos comparados con otros métodos de transporte.
La terminal es uno de los depósitos principales sobre la red de oleoductos británica (UKOP), con tuberías que salen desde aquí a Humberside, Merseyside y a los aeropuertos de Heathrow y Gatwick. La terminal es operada por la compañía Total y parte de ella pertenece a la Texaco. Se trata del quinto depósito de petróleo más grande en Inglaterra, con una capacidad de aproximadamente 273 millones de litros de combustible, más allá de que no esté siempre lleno a su capacidad.
La terminal petrolera de Hertfordshire fue una de las que estuvo bloqueada durante las protestas petroleras del año 2000.
También fue afectada por las Explosiones del 11 de diciembre de 2005, que causaron 43 heridos y generaron una nube de humo que fue visible desde varias partes de Inglaterra.